# Baumschläfer
Der Baumschläfer (Dryomys nitedula) ist ein Säugetier aus der Familie der Bilche. Das stark zergliederte Verbreitungsgebiet umfasst große Teile der südlichen Paläarktis und reicht vom südöstlichen Mitteleuropa nach Osten bis in den Westen der Mongolei und den Nordwesten der Volksrepublik China. Baumschläfer sind Allesfresser und leben vor allem in Laubwäldern, aber auch in Misch- und Nadelwäldern, in der Waldsteppe und in Bereichen mit ausgedehnter Strauchvegetation.
Der Baumschläfer ist die seltenste Schläferart Deutschlands. Gesicherte Nachweise der Art liegen nur aus den Tälern von Isar und Inn in Bayern vor, die letzten stammen aus dem Zeitraum 1976–1987. Aufgrund seiner extremen Seltenheit gilt der Baumschläfer in Deutschland als gefährdete Art.  Das einzige noch bestehende Vorkommen in der Schweiz liegt in einem nordexponierten Bachtal. Die Tiere wurden dort in einem bachbegleitenden Gehölz festgestellt, das sich aus Grauerlen, Traubenkirschen, Waldreben und anderen Gebüscharten zusammensetzt (Tester & Müller 2000). Im Rahmen eines Citizen-Science-Projektes der Österreichischen Bundesforste wurden von 2020 bis 2023 60 Nachweise vorwiegend in Kärnten (25), Steiermark (15) und Salzburg (8) erbracht.
Der Baumschläfer ist in Anhang IV der Richtlinie 92/43/EWG (Fauna-Flora-Habitat-Richtlinie) als streng zu schützende Säugetierart aufgeführt.
Der Artzusatz nitedula im wissenschaftlichen Namen ist der lateinische Name der Haselmaus.

## Lebensweise
Die kleinen, in ihrer Körperform an ein Eichhörnchen erinnernden Tiere erreichen ungefähr die Größe einer Waldmaus. Baumschläfer sind geschickte Kletterer, sie leben in Wäldern mit dichtem Unterholz. Der größte Teil ihrer Nahrung besteht aus Insekten, daneben werden auch Knospen, Blätter und ölhaltige Samen gefressen.
Baumschläfer sind fast ausschließlich nachtaktiv. Sie verbringen den Tag in kugelförmigen Nestern, die in Baumhöhlen und gerne in Nistkästen, aber auch in alten Vogelnestern oder Felsspalten und auch frei in der Vegetation gebaut werden. Die Art ist bei der nächtlichen Aktivität stärker bodenbewohnend als andere Bilche.
Die Fortpflanzung findet in Osteuropa überwiegend von April bis Juni statt. Paarungen erfolgen im April und Mai, die ersten Jungen werden Mitte bis Ende Juni geboren. In Osteuropa gibt es nur einen Wurf im Jahr, im Süden des Areals auch zwei oder drei. Die Würfe umfassen 2–6, meist 4 Junge. Die Jungen wiegen bei der Geburt 2 g, die Augen öffnen sich im Alter von etwa 16 bis 18 Tagen. Die Jungen werden etwa drei Wochen lang gesäugt; mit 4 bis 5 Wochen sind sie selbständig. Die Geschlechtsreife wird im auf die Geburt folgenden Jahr erreicht. Die Tiere leben im Freiland meist etwa 2 Jahre, maximal bis über 4 Jahre.
Die Tiere halten im Norden des Areals von Oktober bis April Winterschlaf, in klimatisch günstigeren Regionen ist die Dauer deutlich kürzer, er kann z. B. in Israel auch ganz ausfallen.

## Merkmale
Der nachtaktive Baumschläfer ist gut an seiner schwarzen Gesichtsmaske zu erkennen. Auf hellbraunem bis grauem Grund zieht sie sich von den Augen bis zum Vorderrand der Ohren. Ein weiteres deutliches Erkennungsmerkmal der Art ist der einfarbige buschige Schwanz, der etwas grauer als der Rücken ist.
Baumschläfer sind kleine Bilche mit mittelgroßen Augen und Ohren und einem buschigen Schwanz. Die Kopf-Rumpf-Länge beträgt 80–113 mm, die Schwanzlänge 73–119 mm, die Länge der Hinterfüße 19–24 mm und die Ohrlänge 10–15 mm. Die Tiere wiegen 15–60 g. Die Fellfarbe auf der Oberseite reicht von rotbraun über gelblich braun bis grau, die Unterseite ist scharf abgesetzt graugelb. Der etwa körperlange Schwanz ist einfarbig grau und hat nur gelegentlich eine weiße Spitze. Die Haarlänge nimmt am Schwanz von der Basis zur Spitze hin zu. Alle Füße haben sechs Sohlenballen.

## Verbreitung und Lebensraum

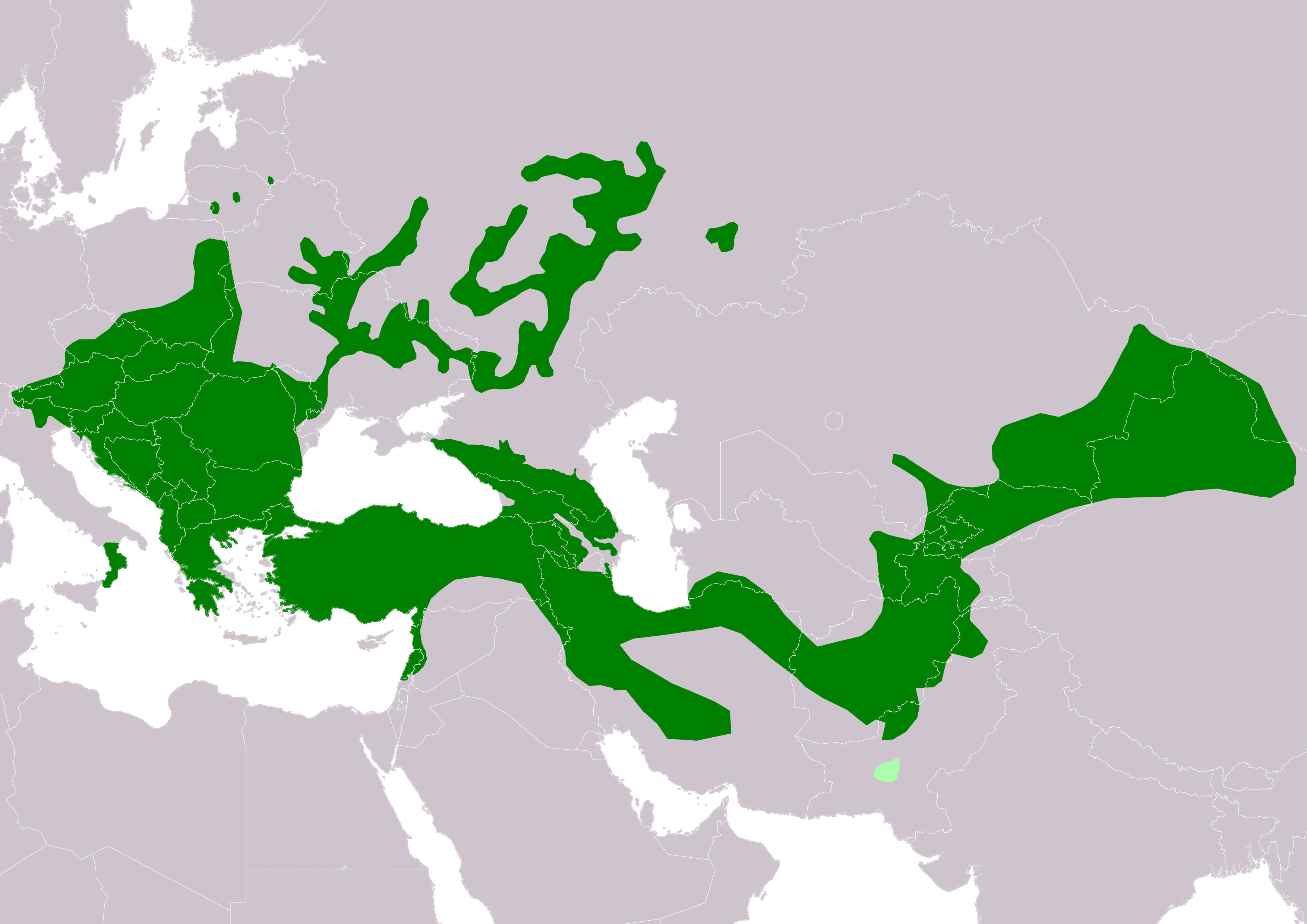
Verbreitung des Baumschläfers:
Ganzjähriges Vorkommen
Wahrscheinlich ganzjähriges Vorkommen

Das stark zergliederte Verbreitungsgebiet umfasst große Teile der südlichen Paläarktis. Es reicht in West-Ost-Richtung vom Osten der Schweiz nach Nordosten unter Umgehung der zentralasiatischen Steppe bis in den Süden des Ural, nach Osten und Süden in einer relativ schmalen Zone bis in den Westen der Mongolei und den Nordwesten Chinas. In Nord-Süd-Richtung reicht das Areal vom Baltikum bis in den Norden von Israel, weiter im Osten reichen die südlichsten Vorkommen bis in den zentralen Iran und bis in den Süden Pakistans. Die Nordgrenze der Verbreitung ist weitgehend mit der nördlichen Laubwaldgrenze identisch. Seine Höhenverbreitung erstreckt sich vom Meeresniveau bis in 2.300 m Höhe, wobei er häufig unter 1.000 m zu finden ist.
Der Baumschläfer lebt ausschließlich in Wäldern. In seinem großen, bis weit nach Asien reichenden Verbreitungsgebiet wird eine Vielzahl von Waldtypen besiedelt. Nur trockene, unterholzarme Kiefernwälder werden gemieden (Schedl 1968). In den Ostalpen wurde der Baumschläfer in feuchten, unterholzreichen Fichten- und Fichten-Buchenwäldern nachgewiesen (Spitzenberger 2001). In Österreich ist eine Unterart namens Tiroler Baumschläfer verbreitet.

## Bestand und Gefährdung
Internationaler Schutz: FFH-Richtlinie (Anhang IV) und Berner Konvention (Anhang III)
Er wird zudem in vielen nationalen roten Listen geführt. So gilt er in Deutschland als extrem selten und wird in der Schweiz als potenziell gefährdet eingestuft. In Österreich starteten die Bundesforste 2021 ein Projekt zur bundesweiten Suche nach Baumschläfern mit Nistkästen zur Analyse der für sie günstigen Lebensbedingungen, nach einem Startprojekt 2020 in den Kärntner Nockbergen. Wie vom ORF im September 2022 berichtet, stellte sich heraus, dass Kärnten ein „Hotspot“ ist.
Die Gesamtpopulation gilt jedoch als nicht besorgniserregend.